# Walter Rudin
Walter Rudin (Viena, 2 de maio de 1921 — 20 de maio de 2010) foi um matemático estadunidense.
Foi professor de matemática da Universidade do Wisconsin-Madison. É conhecido por três de seus livros sobre análise matemática: Principles of Mathematical Analysis, Real and Complex Analysis e Functional Analysis.

## Biografia
Rudin nasceu numa família judia na Áustria, em 1921. Após o Anschluss em 1938 fugiu para a França. Após esta ter-se rendido aos alemães em 1940, Rudin fugiu para a Inglaterra e serviu a marinha britânica até o fim da Segunda Guerra Mundial. Após a guerra foi para os Estados Unidos, obtendo o doutorado na Universidade Duke, em 1949. Foi depois instrutor Moore no Instituto de Tecnologia de Massachusetts, sendo depois professor da Universidade do Wisconsin-Madison, onde lecionou 32 anos.
Em 1953 casou com a matemática Mary Ellen Rudin. Residiram em Madison, na Walter Rudin House, projetada pelo arquiteto Frank Lloyd Wright.
Rudin faleceu em 20 de maio de 2010, após padecer da doença de Parkinson.

## Condecorações
- Prêmio Leroy P. Steele por Exposição Matemática, 1993

## Livros
- Principles of Mathematical Analysis
- Real and Complex Analysis
- Functional Analysis
- Fourier Analysis on Groups
- Function Theory in Polydiscs
- Function Theory in the Unit Ball of Cn
- The Way I Remember It (autobiografia, 1991)